# Maria de Croll
Maria de Croll ursprungligen Maria Swart, död 3 november 1710, var en svensk sångerska, första diskantist vid Hovkapellet 1702-1710. Hon var den första kvinnan anställd vid Hovkapellet. 
Maria de Croll var gift med Reinhold de Croll, som var organist vid Hovkapellet och Riddarholmskyrkan. Sedan början av 1600-talet hade gossopraner anställts för att sjunga arier och kantater, och år 1702 anställdes de Croll som första kvinna, trots att Hovkapellet var officiellt stängt för kvinnor fram till 26 oktober 1726. Hon var anställd med beteckningen "första diskantist" och rankades alltså före sina kolleger, pojksångarna. Hon framträdde bland annat vid den högtidliga invigningen av den nya predikstolen i Storkyrkan 9 mars 1702 tillsammans med maken, Johan Knappe, Carl Håår och Johan Roman. Maria de Croll avled liksom maken i pesten.   
Endast en annan kvinna finns dokumenterad som medlem i Hovkapellet innan denna officiellt öppnades för kvinnor 1726: Anna Maria Ristell, född Grubb, (död 16 april 1716), gift med dansmästaren Israel Ristell och farmor till Adolf Fredrik Ristell, som finns upptagen över 1714 års medlemmar.   